# Simaba glabra
Simaba glabra är en bittervedsväxtart som beskrevs av Adolf Engler. Simaba glabra ingår i släktet Simaba och familjen bittervedsväxter. Inga underarter finns listade i Catalogue of Life.